# Associació Mundial de Noies Guies i Noies Escoltes
L'Associació Mundial de Noies Guies i Noies Escoltes (en anglès: World Association of Girl Guides and Girl Scouts, WAGGGS) és una federació mundial d'associacions de guies i de noies escoltes que agrupa associacions orientades cap a les noies i associacions només de noies de 144 països. Es va fundar en 1928, i té la seu central a Londres, Anglaterra. És l'associació complementària de l'Organització Mundial del Moviment Escolta (WOSM).